# Lijst van Eerste Kamerleden 1935-1937
Lijst van Eerste Kamerleden 1935-1937 geeft een overzicht van de leden van de Nederlandse Eerste Kamer in de periode tussen de verkiezingen van 1935 en de verkiezingen van 1937. De zittingsperiode van de Eerste Kamer ging in op 17 september 1935 en eindigde op 7 juni 1937 door tussentijdse ontbinding van de Eerste Kamer. 
De Eerste Kamer telde 50 leden, gekozen door de leden van Provinciale Staten in de elf provincies. Eerste Kamerleden werden gekozen voor een termijn van zes jaar; om de drie jaar werd de helft van de Eerste Kamer vernieuwd.
| Naam                            | politieke partij                      | KG  | begindatum        | einddatum   | refs   |
| ------------------------------- | ------------------------------------- | --- | ----------------- | ----------- | ------ |
| Jan Andriessen                  | Roomsch-Katholieke Staatspartij       | II  | 20-09-1932 [ d ]  | 7 juni 1937 | [ 1 ]  |
| Anne Anema                      | Anti-Revolutionaire Partij            | IV  | 20-09-1932 [ d ]  | 7 juni 1937 | [ 2 ]  |
| Hubert van Asch van Wijck       | Anti-Revolutionaire Partij            | I   | 17 september 1935 | 7 juni 1937 | [ 3 ]  |
| Simon de la Bella               | Sociaal-Democratische Arbeiderspartij | III | 17 september 1935 | 7 juni 1937 | [ 4 ]  |
| Samuel van den Bergh            | Vrijheidsbond                         | III | 17 september 1935 | 7 juni 1937 | [ 5 ]  |
| Henricus Blomjous               | Roomsch-Katholieke Staatspartij       | I   | 17 september 1935 | 7 juni 1937 | [ 6 ]  |
| Paul Briët                      | Anti-Revolutionaire Partij            | IV  | 20-09-1932 [ d ]  | 7 juni 1937 | [ 7 ]  |
| Adrianus de Bruijn              | Roomsch-Katholieke Staatspartij       | I   | 17 september 1935 | 7 juni 1937 | [ 8 ]  |
| Schelto van Citters             | Anti-Revolutionaire Partij            | II  | 20-09-1932 [ d ]  | 7 juni 1937 | [ 9 ]  |
| Piet Danz                       | Sociaal-Democratische Arbeiderspartij | IV  | 20-09-1932 [ d ]  | 7 juni 1937 | [ 10 ] |
| Pieter Diepenhorst              | Anti-Revolutionaire Partij            | II  | 20-09-1932 [ d ]  | 7 juni 1937 | [ 11 ] |
| Pieter Droogleever Fortuyn      | Vrijheidsbond                         | IV  | 20-09-1932 [ d ]  | 7 juni 1937 | [ 12 ] |
| David van Embden                | Vrijzinnig-Democratische Bond         | III | 17 september 1935 | 7 juni 1937 | [ 13 ] |
| Albertus Fleskens               | Roomsch-Katholieke Staatspartij       | I   | 17 september 1935 | 7 juni 1937 | [ 14 ] |
| Joan Gelderman                  | Vrijheidsbond                         | II  | 20-09-1932 [ d ]  | 7 juni 1937 | [ 15 ] |
| Nicolaas de Gijselaar           | Christelijk-Historische Unie          | IV  | 20-09-1932 [ d ]  | 7 juni 1937 | [ 16 ] |
| Jan ter Haar                    | Christelijk-Historische Unie          | III | 17 september 1935 | 7 juni 1937 | [ 17 ] |
| Louis Hermans                   | Sociaal-Democratische Arbeiderspartij | II  | 20-09-1932 [ d ]  | 7 juni 1937 | [ 18 ] |
| Abraham van der Hoeven          | Christelijk-Historische Unie          | IV  | 20-09-1932 [ d ]  | 7 juni 1937 | [ 19 ] |
| François Janssen                | Roomsch-Katholieke Staatspartij       | I   | 17 september 1935 | 7 juni 1937 | [ 20 ] |
| Carolus Janssen de Limpens      | Roomsch-Katholieke Staatspartij       | I   | 17 september 1935 | 7 juni 1937 | [ 21 ] |
| Petrus de Jong                  | Roomsch-Katholieke Staatspartij       | I   | 17 september 1935 | 7 juni 1937 | [ 22 ] |
| Hendrik Knottenbelt             | Vrijheidsbond                         | IV  | 20-09-1932 [ d ]  | 7 juni 1937 | [ 23 ] |
| Gualthérus Kolff                | Christelijk-Historische Unie          | II  | 20-09-1932 [ d ]  | 7 juni 1937 | [ 24 ] |
| Cor Kropman                     | Roomsch-Katholieke Staatspartij       | III | 17 september 1935 | 7 juni 1937 | [ 25 ] |
| Willem van Lanschot             | Roomsch-Katholieke Staatspartij       | I   | 17 september 1935 | 7 juni 1937 | [ 26 ] |
| Max de Marchant et d'Ansembourg | Nationaal-Socialistische Beweging     | I   | 18 december 1935  | 7 juni 1937 | [ 27 ] |
| Maup Mendels                    | Sociaal-Democratische Arbeiderspartij | II  | 20-09-1932 [ d ]  | 7 juni 1937 | [ 28 ] |
| George Michiels van Kessenich   | Roomsch-Katholieke Staatspartij       | I   | 17 september 1935 | 7 juni 1937 | [ 29 ] |
| Piet Moltmaker                  | Sociaal-Democratische Arbeiderspartij | I   | 17 september 1935 | 7 juni 1937 | [ 30 ] |
| Franciscus Nivard               | Roomsch-Katholieke Staatspartij       | IV  | 20-09-1932 [ d ]  | 7 juni 1937 | [ 31 ] |
| Frans Ossendorp                 | Sociaal-Democratische Arbeiderspartij | IV  | 20-09-1932 [ d ]  | 7 juni 1937 | [ 32 ] |
| Jan Otten                       | Vrijzinnig-Democratische Bond         | II  | 20-09-1932 [ d ]  | 7 juni 1937 | [ 33 ] |
| Henri Polak                     | Sociaal-Democratische Arbeiderspartij | III | 17 september 1935 | 7 juni 1937 | [ 34 ] |
| Rommert Pollema                 | Christelijk-Historische Unie          | III | 17 september 1935 | 7 juni 1937 | [ 35 ] |
| Carry Pothuis-Smit              | Sociaal-Democratische Arbeiderspartij | III | 17 september 1935 | 7 juni 1937 | [ 36 ] |
| Anthon van Rappard              | Vrijheidsbond                         | II  | 20-09-1932 [ d ]  | 7 juni 1937 | [ 37 ] |
| Eltjo Rugge                     | Sociaal-Democratische Arbeiderspartij | II  | 20-09-1932 [ d ]  | 7 juni 1937 | [ 38 ] |
| Henk Ruijter                    | Roomsch-Katholieke Staatspartij       | II  | 20-09-1932 [ d ]  | 7 juni 1937 | [ 39 ] |
| Alexander van Sasse van Ysselt  | Roomsch-Katholieke Staatspartij       | I   | 17 september 1935 | 7 juni 1937 | [ 40 ] |
| Bonifacius de Savornin Lohman   | Christelijk-Historische Unie          | I   | 17 september 1935 | 7 juni 1937 | [ 41 ] |
| Antonius Schoemaker             | Roomsch-Katholieke Staatspartij       | II  | 20-09-1932 [ d ]  | 7 juni 1937 | [ 42 ] |
| Jos Serrarens                   | Roomsch-Katholieke Staatspartij       | III | 17 september 1935 | 7 juni 1937 | [ 43 ] |
| Alphonsus Steger                | Roomsch-Katholieke Staatspartij       | IV  | 20-09-1932 [ d ]  | 7 juni 1937 | [ 44 ] |
| Anton van Vessem                | Nationaal-Socialistische Beweging     | III | 18 december 1935  | 7 juni 1937 | [ 45 ] |
| Willem de Vlugt                 | Anti-Revolutionaire Partij            | III | 17 september 1935 | 7 juni 1937 | [ 46 ] |
| Koos Vorrink                    | Sociaal-Democratische Arbeiderspartij | III | 17 september 1935 | 7 juni 1937 | [ 47 ] |
| Willem de Vos van Steenwijk     | Christelijk-Historische Unie          | II  | 20-09-1932 [ d ]  | 7 juni 1937 | [ 48 ] |
| Willem Werker                   | Vrijzinnig-Democratische Bond         | IV  | 20-09-1932 [ d ]  | 7 juni 1937 | [ 49 ] |
| Arie de Zeeuw                   | Sociaal-Democratische Arbeiderspartij | IV  | 20-09-1932 [ d ]  | 7 juni 1937 | [ 50 ] |